# Дьячково (Полтавская область)
Дьячково (укр. Дячкове) — село в Чапаевском сельском совете Диканьского района Полтавской области Украины.
Код КОАТУУ — 5321085802. Население по переписи 2001 года составляло 216 человек.

## Географическое положение
Село Дьячково находится на левом берегу реки Великая Говтва, выше по течению на расстоянии в 1 км расположено село Чапаевка, ниже по течению на расстоянии в 1 км расположено село Межгорье. По селу протекает пересыхающий ручей с запрудой.
Рядом проходит автомобильная дорога Т-1721.

## Экономика
- Свинотоварная ферма (разрушена).